# Weeknummer
Het weeknummer is het volgnummer dat een week in een kalenderjaar krijgt. Volgens de internationale standaard ISO 8601 is de eerste week van een jaar de week die vier of meer dagen van dat kalenderjaar bevat. Omdat maandag als eerste dag van de week wordt beschouwd, komt het erop neer dat week 1 de week is, waarin de eerste donderdag van dat jaar zit en de week waar 4 januari in valt. 1 februari valt altijd in week 5.
Ter illustratie: met deze methode valt zaterdag 14 juni 2025 in week 24.
In sommige landen wordt een andere methode gebruikt, waardoor het weeknummer per land kan afwijken. In bijvoorbeeld de Verenigde Staten en Japan begint de week op zondag en is de week waarin 1 januari valt de eerste week van het jaar.

## Afwijkend jaartal
Het systeem van weeknummers volgens ISO 8601 leidt ertoe dat sommige dagen van een jaar gerekend worden tot een week van het voorgaande of het volgende jaar. Zo kunnen 29, 30 en 31 december van een jaar vallen in week 1 van het erop volgende jaar, en kunnen 1, 2 en 3 januari van een jaar vallen in week 52 of week 53 van het eraan voorafgaande jaar.
Als bijvoorbeeld in een jaar 4 januari een maandag is, is dit het begin van week 1 van dat jaar. De voorafgaande dagen, 1, 2 en 3 januari, worden gerekend tot de laatste week  van het voorgaande jaar.
Het systeem van weeknummers correspondeert met een indeling van dagen in zogenaamde weekjaren in plaats van kalenderjaren. Een weekjaar bestaat uit 52 of 53 gehele weken van maandag tot en met zondag. Het weekjaar 2020 begint met de eerste dag van week 1 volgens de weeknummering van 2020, dit is maandag 30 december 2019. De dag ervoor, zondag 29 december 2019, is de laatste dag van weekjaar 2019. Een van de ISO 8601-notaties voor dagen bestaat uit het weekjaar, het weeknummer en het weekdagnummer. De twee genoemde dagen worden daarin respectievelijk aangeduid als 2020-W01-1 en  2019-W52-7. Rond een jaarwisseling zijn er maximaal drie dagen waarvan het weekjaartal afwijkt van het kalenderjaartal.
De combinatie kalenderjaar, weeknummer en weekdag(nummer) is niet altijd eenduidig. In het kalenderjaar 2019 is bijvoorbeeld zowel de eerste als de laatste dag een dinsdag in een week met weeknummer 1.
Voorbeelden:
| Weekdag   | Gewone datum | Weekdatum  |
| --------- | ------------ | ---------- |
| zondag    | 30-12-2018   | 2018-W52-7 |
| maandag   | 31-12-2018   | 2019-W01-1 |
| dinsdag   | 01-01-2019   | 2019-W01-2 |
| woensdag  | 02-01-2019   | 2019-W01-3 |
| donderdag | 03-01-2019   | 2019-W01-4 |
| vrijdag   | 04-01-2019   | 2019-W01-5 |

| Weekdag   | Gewone datum | Weekdatum  |
| --------- | ------------ | ---------- |
| zondag    | 29-12-2019   | 2019-W52-7 |
| maandag   | 30-12-2019   | 2020-W01-1 |
| dinsdag   | 31-12-2019   | 2020-W01-2 |
| woensdag  | 01-01-2020   | 2020-W01-3 |
| donderdag | 02-01-2020   | 2020-W01-4 |
| vrijdag   | 03-01-2020   | 2020-W01-5 |
| zaterdag  | 04-01-2020   | 2020-W01-6 |

| Weekdag   | Gewone datum | Weekdatum  |
| --------- | ------------ | ---------- |
| donderdag | 31-12-2020   | 2020-W53-4 |
| vrijdag   | 01-01-2021   | 2020-W53-5 |
| zaterdag  | 02-01-2021   | 2020-W53-6 |
| zondag    | 03-01-2021   | 2020-W53-7 |
| maandag   | 04-01-2021   | 2021-W01-1 |
| dinsdag   | 05-01-2021   | 2021-W01-2 |
| woensdag  | 06-01-2021   | 2021-W01-3 |
| donderdag | 07-01-2021   | 2021-W01-4 |

Uit de maand, het kalenderjaartal en het weeknummer kan zonder echt te hoeven rekenen het weekjaartal worden afgeleid: voor dagen in januari duidt een hoog weeknummer op een weekjaartal dat een lager is dan het kalenderjaartal, en voor dagen in december duidt een laag weeknummer op een weekjaartal dat een hoger is dan het kalenderjaartal.
Naar analogie van kalenderjaren met een schrikkeldag zijn er weekjaren met een "schrikkelweek" (een extra week). Gezien de gemiddelde lengte van een weekjaar (hetzelfde als van een kalenderjaar) zijn er 71 schrikkelweken op elke 400 jaar. De jaren met een schrikkelweek zijn die waarvoor {\displaystyle \left({\text{jaar}}+\left\lfloor {\frac {\text{jaar}}{4}}\right\rfloor -\left\lfloor {\frac {\text{jaar}}{100}}\right\rfloor +\left\lfloor {\frac {\text{jaar}}{400}}\right\rfloor \right){\bmod {7}}} gelijk is aan 4, en de jaren direct na die waarvoor dit gelijk is aan 3.
In termen van doomsdays: de weekjaren met een schrikkelweek zijn die met doomsday zaterdag en die direct na die met doomsday vrijdag. De kalenderjaren met doomsday zaterdag eindigen namelijk met een donderdag en die direct na een jaar met doomsday vrijdag beginnen met een donderdag.
Bij maximale gelijkmatigheid zou het aantal jaren tussen twee schrikkelweken per cyclus van 400 jaar 45 maal 6 en 26 maal 5 bedragen. In werkelijkheid is het 1 maal 7, 43 maal 6 en 27 maal 5. De achtergrond van deze verdeling ligt in de afhankelijkheid van schrikkeldagen bij kalenderjaren. De ene maal 7 is van 1896 tot 1903 en zo elke 400 jaar.

## Tabellen

### Weeknummer 1
De tabel geeft aan op welke dag week 1 begint.
| 1 januari valt op: | week 1 begint dan op maandag | aantal genummerde weken in dat jaar: |
| ------------------ | ---------------------------- | ------------------------------------ |
| maandag            | 1 januari                    | 52                                   |
| dinsdag            | 31 december                  | 52                                   |
| woensdag           | 30 december                  | 52 (53 in schrikkeljaar)             |
| donderdag          | 29 december                  | 53                                   |
| vrijdag            | 4 januari                    | 52                                   |
| zaterdag           | 3 januari                    | 52                                   |
| zondag             | 2 januari                    | 52                                   |

### Alle weken
De onderstaande tabel geeft voor elk van de begindagen van een jaar en elk weeknummer volgens NEN 2772 de datum van de eerste dag (maandag) van die week. De dagen in een schrikkeljaar zijn vanaf 29 februari vetgedrukt.
Sommige dagen vallen altijd in een week met hetzelfde weeknummer. Het bekendste voorbeeld is 4 januari, dat altijd in week 1 valt, of 1 februari, dat altijd in week 5 valt. Dat herhaalt zich elke week, dus ook 4, 11, 18 en 25 januari en 1, 8, 15, 22 en ook 29 februari vallen altijd in een week met hetzelfde weeknummer. Na  februari is dat niet meer zo.
| 1 januari valt op: | maandag             | maandag             | dinsdag             | dinsdag             | woensdag            | woensdag            | donderdag           | donderdag           | vrijdag             | vrijdag             | zaterdag            | zaterdag            | zondag              | zondag              |
| weeknr.            | begint op maandag … | begint op maandag … | begint op maandag … | begint op maandag … | begint op maandag … | begint op maandag … | begint op maandag … | begint op maandag … | begint op maandag … | begint op maandag … | begint op maandag … | begint op maandag … | begint op maandag … | begint op maandag … |
| weeknr.            | gewoon jaar         | schrikkel- jaar     | gewoon jaar         | schrikkel- jaar     | gewoon jaar         | schrikkel- jaar     | gewoon jaar         | schrikkel- jaar     | gewoon jaar         | schrikkel- jaar     | gewoon jaar         | schrikkel- jaar     | gewoon jaar         | schrikkel- jaar     |
| ------------------ | ------------------- | ------------------- | ------------------- | ------------------- | ------------------- | ------------------- | ------------------- | ------------------- | ------------------- | ------------------- | ------------------- | ------------------- | ------------------- | ------------------- |
| 1                  | 1 jan               | 1 jan               | 31 dec              | 31 dec              | 30 dec              | 30 dec              | 29 dec              | 29 dec              | 4 jan               | 4 jan               | 3 jan               | 3 jan               | 2 jan               | 2 jan               |
| 2                  | 8 jan               | 8 jan               | 7 jan               | 7 jan               | 6 jan               | 6 jan               | 5 jan               | 5 jan               | 11 jan              | 11 jan              | 10 jan              | 10 jan              | 9 jan               | 9 jan               |
| 3                  | 15 jan              | 15 jan              | 14 jan              | 14 jan              | 13 jan              | 13 jan              | 12 jan              | 12 jan              | 18 jan              | 18 jan              | 17 jan              | 17 jan              | 16 jan              | 16 jan              |
| 4                  | 22 jan              | 22 jan              | 21 jan              | 21 jan              | 20 jan              | 20 jan              | 19 jan              | 19 jan              | 25 jan              | 25 jan              | 24 jan              | 24 jan              | 23 jan              | 23 jan              |
| 5                  | 29 jan              | 29 jan              | 28 jan              | 28 jan              | 27 jan              | 27 jan              | 26 jan              | 26 jan              | 1 feb               | 1 feb               | 31 jan              | 31 jan              | 30 jan              | 30 jan              |
| 6                  | 5 feb               | 5 feb               | 4 feb               | 4 feb               | 3 feb               | 3 feb               | 2 feb               | 2 feb               | 8 feb               | 8 feb               | 7 feb               | 7 feb               | 6 feb               | 6 feb               |
| 7                  | 12 feb              | 12 feb              | 11 feb              | 11 feb              | 10 feb              | 10 feb              | 9 feb               | 9 feb               | 15 feb              | 15 feb              | 14 feb              | 14 feb              | 13 feb              | 13 feb              |
| 8                  | 19 feb              | 19 feb              | 18 feb              | 18 feb              | 17 feb              | 17 feb              | 16 feb              | 16 feb              | 22 feb              | 22 feb              | 21 feb              | 21 feb              | 20 feb              | 20 feb              |
| 9                  | 26 feb              | 26 feb              | 25 feb              | 25 feb              | 24 feb              | 24 feb              | 23 feb              | 23 feb              | 1 mrt               | 29 feb              | 28 feb              | 28 feb              | 27 feb              | 27 feb              |
| 10                 | 5 mrt               | 4 mrt               | 4 mrt               | 3 mrt               | 3 mrt               | 2 mrt               | 2 mrt               | 1 mrt               | 8 mrt               | 7 mrt               | 7 mrt               | 6 mrt               | 6 mrt               | 5 mrt               |
| 11                 | 12 mrt              | 11 mrt              | 11 mrt              | 10 mrt              | 10 mrt              | 9 mrt               | 9 mrt               | 8 mrt               | 15 mrt              | 14 mrt              | 14 mrt              | 13 mrt              | 13 mrt              | 12 mrt              |
| 12                 | 19 mrt              | 18 mrt              | 18 mrt              | 17 mrt              | 17 mrt              | 16 mrt              | 16 mrt              | 15 mrt              | 22 mrt              | 21 mrt              | 21 mrt              | 20 mrt              | 20 mrt              | 19 mrt              |
| 13                 | 26 mrt              | 25 mrt              | 25 mrt              | 24 mrt              | 24 mrt              | 23 mrt              | 23 mrt              | 22 mrt              | 29 mrt              | 28 mrt              | 28 mrt              | 27 mrt              | 27 mrt              | 26 mrt              |
| 14                 | 2 apr               | 1 apr               | 1 apr               | 31 mrt              | 31 mrt              | 30 mrt              | 30 mrt              | 29 mrt              | 5 apr               | 4 apr               | 4 apr               | 3 apr               | 3 apr               | 2 apr               |
| 15                 | 9 apr               | 8 apr               | 8 apr               | 7 apr               | 7 apr               | 6 apr               | 6 apr               | 5 apr               | 12 apr              | 11 apr              | 11 apr              | 10 apr              | 10 apr              | 9 apr               |
| 16                 | 16 apr              | 15 apr              | 15 apr              | 14 apr              | 14 apr              | 13 apr              | 13 apr              | 12 apr              | 19 apr              | 18 apr              | 18 apr              | 17 apr              | 17 apr              | 16 apr              |
| 17                 | 23 apr              | 22 apr              | 22 apr              | 21 apr              | 21 apr              | 20 apr              | 20 apr              | 19 apr              | 26 apr              | 25 apr              | 25 apr              | 24 apr              | 24 apr              | 23 apr              |
| 18                 | 30 apr              | 29 apr              | 29 apr              | 28 apr              | 28 apr              | 27 apr              | 27 apr              | 26 apr              | 3 mei               | 2 mei               | 2 mei               | 1 mei               | 1 mei               | 30 apr              |
| 19                 | 7 mei               | 6 mei               | 6 mei               | 5 mei               | 5 mei               | 4 mei               | 4 mei               | 3 mei               | 10 mei              | 9 mei               | 9 mei               | 8 mei               | 8 mei               | 7 mei               |
| 20                 | 14 mei              | 13 mei              | 13 mei              | 12 mei              | 12 mei              | 11 mei              | 11 mei              | 10 mei              | 17 mei              | 16 mei              | 16 mei              | 15 mei              | 15 mei              | 14 mei              |
| 21                 | 21 mei              | 20 mei              | 20 mei              | 19 mei              | 19 mei              | 18 mei              | 18 mei              | 17 mei              | 24 mei              | 23 mei              | 23 mei              | 22 mei              | 22 mei              | 21 mei              |
| 22                 | 28 mei              | 27 mei              | 27 mei              | 26 mei              | 26 mei              | 25 mei              | 25 mei              | 24 mei              | 31 mei              | 30 mei              | 30 mei              | 29 mei              | 29 mei              | 28 mei              |
| 23                 | 4 jun               | 3 jun               | 3 jun               | 2 jun               | 2 jun               | 1 jun               | 1 jun               | 31 mei              | 7 jun               | 6 jun               | 6 jun               | 5 jun               | 5 jun               | 4 jun               |
| 24                 | 11 jun              | 10 jun              | 10 jun              | 9 jun               | 9 jun               | 8 jun               | 8 jun               | 7 jun               | 14 jun              | 13 jun              | 13 jun              | 12 jun              | 12 jun              | 11 jun              |
| 25                 | 18 jun              | 17 jun              | 17 jun              | 16 jun              | 16 jun              | 15 jun              | 15 jun              | 14 jun              | 21 jun              | 20 jun              | 20 jun              | 19 jun              | 19 jun              | 18 jun              |
| 26                 | 25 jun              | 24 jun              | 24 jun              | 23 jun              | 23 jun              | 22 jun              | 22 jun              | 21 jun              | 28 jun              | 27 jun              | 27 jun              | 26 jun              | 26 jun              | 25 jun              |
| 27                 | 2 jul               | 1 jul               | 1 jul               | 30 jun              | 30 jun              | 29 jun              | 29 jun              | 28 jun              | 5 jul               | 4 jul               | 4 jul               | 3 jul               | 3 jul               | 2 jul               |
| 28                 | 9 jul               | 8 jul               | 8 jul               | 7 jul               | 7 jul               | 6 jul               | 6 jul               | 5 jul               | 12 jul              | 11 jul              | 11 jul              | 10 jul              | 10 jul              | 9 jul               |
| 29                 | 16 jul              | 15 jul              | 15 jul              | 14 jul              | 14 jul              | 13 jul              | 13 jul              | 12 jul              | 19 jul              | 18 jul              | 18 jul              | 17 jul              | 17 jul              | 16 jul              |
| 30                 | 23 jul              | 22 jul              | 22 jul              | 21 jul              | 21 jul              | 20 jul              | 20 jul              | 19 jul              | 26 jul              | 25 jul              | 25 jul              | 24 jul              | 24 jul              | 23 jul              |
| 31                 | 30 jul              | 29 jul              | 29 jul              | 28 jul              | 28 jul              | 27 jul              | 27 jul              | 26 jul              | 2 aug               | 1 aug               | 1 aug               | 31 jul              | 31 jul              | 30 jul              |
| 32                 | 6 aug               | 5 aug               | 5 aug               | 4 aug               | 4 aug               | 3 aug               | 3 aug               | 2 aug               | 9 aug               | 8 aug               | 8 aug               | 7 aug               | 7 aug               | 6 aug               |
| 33                 | 13 aug              | 12 aug              | 12 aug              | 11 aug              | 11 aug              | 10 aug              | 10 aug              | 9 aug               | 16 aug              | 15 aug              | 15 aug              | 14 aug              | 14 aug              | 13 aug              |
| 34                 | 20 aug              | 19 aug              | 19 aug              | 18 aug              | 18 aug              | 17 aug              | 17 aug              | 16 aug              | 23 aug              | 22 aug              | 22 aug              | 21 aug              | 21 aug              | 20 aug              |
| 35                 | 27 aug              | 26 aug              | 26 aug              | 25 aug              | 25 aug              | 24 aug              | 24 aug              | 23 aug              | 30 aug              | 29 aug              | 29 aug              | 28 aug              | 28 aug              | 27 aug              |
| 36                 | 3 sep               | 2 sep               | 2 sep               | 1 sep               | 1 sep               | 31 aug              | 31 aug              | 30 aug              | 6 sep               | 5 sep               | 5 sep               | 4 sep               | 4 sep               | 3 sep               |
| 37                 | 10 sep              | 9 sep               | 9 sep               | 8 sep               | 8 sep               | 7 sep               | 7 sep               | 6 sep               | 13 sep              | 12 sep              | 12 sep              | 11 sep              | 11 sep              | 10 sep              |
| 38                 | 17 sep              | 16 sep              | 16 sep              | 15 sep              | 15 sep              | 14 sep              | 14 sep              | 13 sep              | 20 sep              | 19 sep              | 19 sep              | 18 sep              | 18 sep              | 17 sep              |
| 39                 | 24 sep              | 23 sep              | 23 sep              | 22 sep              | 22 sep              | 21 sep              | 21 sep              | 20 sep              | 27 sep              | 26 sep              | 26 sep              | 25 sep              | 25 sep              | 24 sep              |
| 40                 | 1 okt               | 30 sep              | 30 sep              | 29 sep              | 29 sep              | 28 sep              | 28 sep              | 27 sep              | 4 okt               | 3 okt               | 3 okt               | 2 okt               | 2 okt               | 1 okt               |
| 41                 | 8 okt               | 7 okt               | 7 okt               | 6 okt               | 6 okt               | 5 okt               | 5 okt               | 4 okt               | 11 okt              | 10 okt              | 10 okt              | 9 okt               | 9 okt               | 8 okt               |
| 42                 | 15 okt              | 14 okt              | 14 okt              | 13 okt              | 13 okt              | 12 okt              | 12 okt              | 11 okt              | 18 okt              | 17 okt              | 17 okt              | 16 okt              | 16 okt              | 15 okt              |
| 43                 | 22 okt              | 21 okt              | 21 okt              | 20 okt              | 20 okt              | 19 okt              | 19 okt              | 18 okt              | 25 okt              | 24 okt              | 24 okt              | 23 okt              | 23 okt              | 22 okt              |
| 44                 | 29 okt              | 28 okt              | 28 okt              | 27 okt              | 27 okt              | 26 okt              | 26 okt              | 25 okt              | 1 nov               | 31 okt              | 31 okt              | 30 okt              | 30 okt              | 29 okt              |
| 45                 | 5 nov               | 4 nov               | 4 nov               | 3 nov               | 3 nov               | 2 nov               | 2 nov               | 1 nov               | 8 nov               | 7 nov               | 7 nov               | 6 nov               | 6 nov               | 5 nov               |
| 46                 | 12 nov              | 11 nov              | 11 nov              | 10 nov              | 10 nov              | 9 nov               | 9 nov               | 8 nov               | 15 nov              | 14 nov              | 14 nov              | 13 nov              | 13 nov              | 12 nov              |
| 47                 | 19 nov              | 18 nov              | 18 nov              | 17 nov              | 17 nov              | 16 nov              | 16 nov              | 15 nov              | 22 nov              | 21 nov              | 21 nov              | 20 nov              | 20 nov              | 19 nov              |
| 48                 | 26 nov              | 25 nov              | 25 nov              | 24 nov              | 24 nov              | 23 nov              | 23 nov              | 22 nov              | 29 nov              | 28 nov              | 28 nov              | 27 nov              | 27 nov              | 26 nov              |
| 49                 | 3 dec               | 2 dec               | 2 dec               | 1 dec               | 1 dec               | 30 nov              | 30 nov              | 29 nov              | 6 dec               | 5 dec               | 5 dec               | 4 dec               | 4 dec               | 3 dec               |
| 50                 | 10 dec              | 9 dec               | 9 dec               | 8 dec               | 8 dec               | 7 dec               | 7 dec               | 6 dec               | 13 dec              | 12 dec              | 12 dec              | 11 dec              | 11 dec              | 10 dec              |
| 51                 | 17 dec              | 16 dec              | 16 dec              | 15 dec              | 15 dec              | 14 dec              | 14 dec              | 13 dec              | 20 dec              | 19 dec              | 19 dec              | 18 dec              | 18 dec              | 17 dec              |
| 52                 | 24 dec              | 23 dec              | 23 dec              | 22 dec              | 22 dec              | 21 dec              | 21 dec              | 20 dec              | 27 dec              | 26 dec              | 26 dec              | 25 dec              | 25 dec              | 24 dec              |
| 53                 | –                   | –                   | –                   | –                   | –                   | 28 dec              | 28 dec              | 27 dec              | –                   | –                   | –                   | –                   | –                   | –                   |

## Berekeningen

### Weeknummer 53
Omdat een gewoon jaar één dag meer heeft dan 52 weken en een schrikkeljaar twee dagen meer, zijn er ook jaren met als laatste weeknummer 53. Dat zijn alle jaren, dus ook schrikkeljaren,  die beginnen met een donderdag en tevens schrikkeljaren die beginnen met een woensdag.

### Willekeurige datum

#### Manier 1
Het weeknummer van een bepaalde datum is ook door middel van formules uit te rekenen, hieronder staat daarvoor het formulestappenplan.
Als voorbeelddatum is 11 aug. 1999 gekozen, maar dit formulestappenplan werkt voor iedere willekeurige datum vanaf 1 januari 1584.
(de afkorting UK gevolgd door een nummer geeft de uitkomst van een formule)
- bepaal in het voorbeeldjaar het aantal dagen vanaf 4 januari tot aan de voorbeelddatum [UK01 = 219]
- deel UK01 door 7 en rond het resultaat naar beneden af [UK02 = 31]
- bepaal het weekdagnummer van de voorbeelddatum, ma = 1, di = 2 ... zo = 7 [UK03 = 3]
- bepaal het weekdagnummer van 4 januari van het jaar voor het voorbeeldjaar [UK04 = 7]
- bepaal in het jaar voor het voorbeeldjaar het aantal dagen vanaf 4 januari tot aan 31 december [UK05 = 361]
- deel UK05 door 7 en rond het resultaat naar beneden af [UK06 = 51]
- bepaal in het jaar voor het voorbeeldjaar het weekdagnummer van 31 december [UK07 = 4]
- bepaal het weekdagnummer van 4 januari van het voorbeeldjaar [UK08 = 1]
- bepaal het weekdagnummer van 4 januari van het jaar na het voorbeeldjaar [UK09 = 2]
- bepaal het weeknummer van 31 dec. van het jaar voor het voorbeeldjaar [UK10 = 53]

ALS UK07 < UK08
DAN UK10 = 1
ANDERS ALS UK07 < UK04
DAN UK10 = UK06 + 2
ANDERS UK10 = UK06 + 1
- bepaal het weeknummer van de voorbeelddatum [UK11 = 32]

ALS voorbeelddatum is in reeks 1 jan t/m 3 jan
DAN ALS UK03 < UK08
DAN UK11 = 1
ANDERS UK11 = UK10
ANDERS ALS EN voorbeelddatum is in reeks 29 dec. t/m 31 dec. EN UK03 < UK09
DAN UK11 = 1
ANDERS ALS UK03 < UK08
DAN UK11 = UK02 + 2
ANDERS UK11 = UK02 + 1

#### Manier 2
We gaan uit van twee gegevens:
1. Het jaar waarin een week valt is het jaar waarin de donderdag van die week valt.
2. De eerste donderdag van het jaar valt altijd in week 1, de tweede donderdag in week 2 enz.

De stappen zijn dan:
1. Bepaal de donderdag in de week van de voorbeelddatum. Is de voorbeelddatum een maandag, dan is de donderdag dus drie dagen verder. Is de voorbeelddatum een vrijdag dan is de donderdag een dag terug. Dit geeft de "weekdonderdag".
2. Bepaal het jaar waarin de weekdonderdag valt. Dit kan in sommige gevallen het jaar voor of na de voorbeelddatum zijn. Dit geeft het "weekjaar".
3. Het weeknummer is nu gelijk aan het aantal donderdagen in het weekjaar tot en met de weekdonderdag. Omdat een op de zeven dagen een donderdag is en we tellen vanaf 1, bereken je het weeknummer door het verschil in dagen te berekenen tussen de weekdonderdag en 1 januari in het weekjaar, dit te delen door 7, naar beneden af te ronden en er 1 bij te tellen.

In formules is dat:
1. weekdonderdag = voorbeelddatum + 4 – weekdagnummer (voorbeelddatum)
2. weekjaar = jaar (weekdonderdag)
3. weeknummer = geheel ((weekdonderdag – datum (weekjaar; jan; 1)) /7) + 1

#### Manier 3
We gaan wederom uit van twee gegevens:
1. Het jaar waarin een week valt is het jaar waarin de donderdag van die week valt.
2. 4 januari valt altijd in week 1.

De stappen zijn dan:
1. Bepaal de donderdag in de week van de voorbeelddatum. Het jaar waarin deze donderdag valt is het "weekjaar".
2. Bepaal de maandag van week 1 van het weekjaar. Als 4 januari van het weekjaar een maandag is ben je meteen klaar. Anders moet je het benodigde aantal dagen terug tellen. Dit aantal is het weekdagnummer van 4 januari minus 1. Merk op dat de gezochte maandag in het jaar voor het weekjaar kan liggen!
3. Bepaal het verschil in dagen tussen de voorbeelddatum en de maandag uit stap 2. Deel vervolgens door 7, rond af naar beneden en tel er 1 bij op.

In formules is dat:
1. weekjaar = jaar (voorbeelddatum + 4 - weekdagnummer (voorbeelddatum))
2. weeknummer = geheel ((voorbeelddatum - datum(weekjaar; jan; 4) + weekdagnummer (datum(weekjaar; jan; 4)) - 1) / 7) + 1

## Kalenders
Er zijn 15 verschillende kalenders van een kalenderjaar, met daarop de weeknummers. Links met tussen haakjes de zondagsletter:
- kalender van een gewoon jaar dat op maandag begint (G)
- kalender van een gewoon jaar dat op dinsdag begint (F)
- kalender van een gewoon jaar dat op woensdag begint (E)
- kalender van een gewoon jaar dat op donderdag begint (D)
- kalender van een gewoon jaar dat op vrijdag begint (C)
- kalender van een gewoon jaar dat op zaterdag begint (B), twee varianten met slechts een klein verschil:
  - waarbij het jaar ervoor een gewoon jaar is, C, (1 en 2 januari behoren tot week 52 van het vorige jaar)
  - waarbij het jaar ervoor een schrikkeljaar is, DC (1 en 2 januari behoren tot week 53 van het vorige jaar)
- kalender van een gewoon jaar dat op zondag begint (A)

- kalender van een schrikkeljaar dat op maandag begint (GF)
- kalender van een schrikkeljaar dat op dinsdag begint (FE)
- kalender van een schrikkeljaar dat op woensdag begint (ED)
- kalender van een schrikkeljaar dat op donderdag begint (DC)
- kalender van een schrikkeljaar dat op vrijdag begint (CB)
- kalender van een schrikkeljaar dat op zaterdag begint (BA)
- kalender van een schrikkeljaar dat op zondag begint (AG)

Op kalenders waarop (anders dan op de hier gelinkte kalenders) de zondag als eerste dag van de week wordt aangegeven, en waarop weeknummers staan, is het aangegeven weeknummer van de zondag één hoger dan het officiële.

## Internationale handel
In Excel met Nederlandse taalinstellingen, zijn er twee functies die erg op elkaar lijken:
=WEEKNUMMER(A1)
=ISO.WEEKNUMMER(A1)
In de tabel in het plaatje worden de verschillen tussen de Europese en Amerikaanse manier van weeknummers duidelijk.

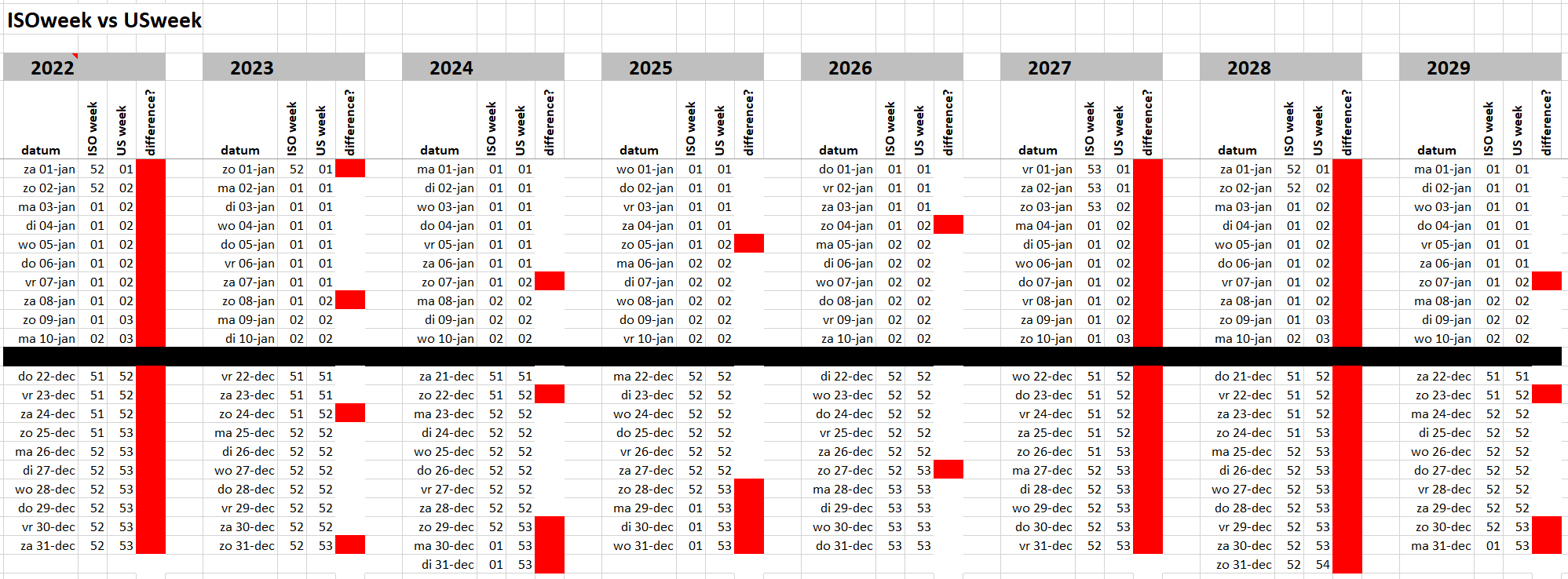

Volgens de ISO norm is een week altijd 7 dagen, en kunnen de eerste/laatste dagen in een ander ISO-jaar vallen. Volgens de Amerikaanse manier vallen de eerste/laatste dagen in een gebroken week, die niet altijd 7 dagen is en soms zelfs weeknummer 54 heeft. Volgens de ISO norm begint een nieuwe week op maandag, volgens de Amerikaanse manier op zondag.
Er zijn jaren waarbij de weeknummers gelijk lopen, maar ook jaren waarbij dat altijd uit de pas loopt. Is dit niet goed afgestemd met de internationale handelspartner, dan kan dat grote invloed hebben op een planning.

## Programmeren
Alle informatie op deze pagina kan complex overkomen. In een voorbeeldcode van een Arduino klok met ISO-weeknummer op GitHub is te zien dat dit in een paar coderegels is te programmeren.